# Euophrys rapida
Euophrys rapida är en spindelart som beskrevs av Carl Ludwig Koch 1846. 
Euophrys rapida ingår i släktet Euophrys och familjen hoppspindlar. Inga underarter finns listade i Catalogue of Life.